# Äquidistanzprinzip
Das Äquidistanzprinzip oder Prinzip der Äquidistanz (englisch equidistance principle) beschreibt ein Konzept aus dem Seerecht zur Abgrenzung der Seegrenze zwischen Küstenstaaten. Hierbei wird eine äquidistante Linie gezogen, indem alle Punkte ermittelt werden, welche von den nächstgelegenen Punkten der Basislinien gleich weit entfernt sind. Das Konzept dient damit der Verhütung und Lösung von Grenzkonflikten, insbesondere zwischen Staaten, die durch verhältnismäßig kleine Wassermengen getrennt sind.
Art. 6 des Genfer Übereinkommens über den Festlandsockel sieht die Anwendung des Äquidistanzprinzips vor, wenn bei der Abgrenzung der Festlandsockel kein Einvernehmen gefunden werden kann.
Bedeutung erlangte es in der Argumentation Dänemarks und der Niederlande vor dem Internationalen Gerichtshof im Festlandsockel-Streit mit der Bundesrepublik Deutschland. Weil die Bundesrepublik jedoch keine Vertragspartnerin der Konvention war und das Äquidistanzprinzip zu dem Zeitpunkt des Streits keine gewohnheitsrechtliche Geltung besaß, kam es nicht zur Anwendung.